# アビー・ガスタイティス
アビー・ガスタイティス（Abby Gustaitis、1991年5月9日 - ）は、アメリカ合衆国の女子ラグビー選手。

## プロフィール
- アメリカ・メリーランド州ボルチモア出身[1]。
- ポジションはセンター(CTB)。
- 身長 180cm、体重 75kg
- 女子ラグビーワールドカップ2017の女子アメリカ合衆国代表に選ばれた[2]。

## 略歴
2021年、東京五輪の7人制女子アメリカ代表に選ばれた。